# Землетрясение на Миндоро (2010)
Землетрясение магнитудой 6,0 произошло 25 марта 2010 года в 05:29:24 (UTC) в прибрежной зоне филиппинского острова Миндоро, в 2,5 км от Тагбак. Гипоцентр землетрясения располагался на глубине 16,0 километров.
Землетрясение ощущалось в городе Лок, на острове Лубанг, в Маниле, Макати, Мандалуёнг, Пасей, Пасиг, Кесон-Сити, Тагиг, Талисай, Багак, Канлубанг, на авиабазе Кларк, Марикина, Розарио, Тагайтай, Трес-Мартирс, Каламба (остров Лусон). Землетрясение ощущалось в центральной части острова Лусон, Пуэрто-Галера (остров Миндоро), в Калапане и Бансуде.

## Тектонические условия региона
Филиппинская плита формирует дно одноименного моря и субдуцируется под Филиппинский мобильный пояс, который образует филиппинский архипелаг и восточный Тайвань. Между этими двумя плитами располагается Филиппинский глубоководный жёлоб. Плита Филиппинского моря включает океанскую литосферу к востоку от Филиппин. На севере плита Филиппинского моря граничит с Охотской плитой по прогибу Нанкай. Филиппинская плита, Охотская плита и Амурская плита образуют тройное соединение в районе Фудзиямы. Утолщенная кора дуги Идзу — Бонин — Марианские острова составляет коллизионную зону Идзу.
Восточная сторона Филиппинской плиты — сходящаяся граница с субдуцирующей Тихоокеанской плитой в Идзу-Бонинском жёлобе. Восток плиты включает Марианские острова и Бонин, формирующие островодужную систему Идзу — Бонин — Марианские острова. Здесь также существует дивергентная граница между плитой Филиппинского моря и малой Марианской плитой, которая несёт Марианские острова.
На юге Филиппинская плита граничит с Каролинской плитой и плитой Птичья голова. К северо-западу плита сталкивается с Тайванем и архипелагом Рюкю, микроплитой Окинава и Амурской плитой. Литосфера Филиппинской плиты погружается под юго-западную Японию. Над этой зоной Бениофа развиты гидротермальные и метасоматические месторождения полиметаллов, золота, серебра и низкотемпературная минерализация сурьмы и ртути, а в тылу, в отличие от северных сегментов, отсутствуют признаки растяжения.
Филиппинский жёлоб (также жёлоб Минданао) — глубоководный жёлоб на востоке Филиппин, длиной 1320 км на расстоянии 30 км от центра филиппинского острова Лусон и тянущийся на юго-восток к северному острову Малуку и Хальмахера в Индонезии. Самая глубокая точка, «Галатея», имеет отметку 10 540 метров. На севере Филиппинского жёлоба находится Восточно-Лусонский Прогиб. Они отделены Бенамским Плато на плите Филиппинского моря. Плита Филиппинского моря субдуцирует со скоростью 16 см в год.
Лусон — быстро деформируемая часть Филиппинского Мобильного Пояса, зажатая между двумя зонами субдукции противоположного падения Филиппинского жёлоба, падающего на запад и Лусонского прогиба с восточным падением, переходящая в жёлоб Манилы — жёлоб Негрос — жёлоб Котабато. Филиппинская океаническая плита субдуцирует под восточный Лусон вдоль Восточно-Лусонского жёлоба и Филиппинского жёлоба, в то время как Южно-Китайский морской бассейн, часть плиты континента, субдуцирует под западную часть Лусона вдоль жёлоба Манилы.
С северо-запада тянется левосторонняя Филиппинская Система Разломов со смещением по простиранию по траверзу Лусон от провинции Кесон и Биколь к северо-западной части острова. Эта система разломов принимает часть движения субдукцирующих плит и производит большие землетрясения. К юго-западу от Лусона находится зона коллизии, где Палаванский микроблок сталкивается с северо-западным Лусоном, создавая сейсмическую зону около острова Миндоро. Юго-западный Лусон характеризуется как вулканическая зона, регион утонщения коры и спрединга морского дна.
По геологическим данным в Лусоне выделены семь основных блоков: Восточная Сьерра-Мадре, Ангат, Самбалес, Центральная Кордильера, Биколь, и блоки острова Катандуанес. Используя сейсмические и геодезические данные, учёные создали модель в виде серии шести микроблоков или микроплит (они отделены друг от друга зонами субдукции и внутридуговыми разломами), вычислили передвижения и вращения плит в различных направлениях с максимальной скоростью 100 мм/год по направлению на северо-запад относительно Сундаланда.
Жёлоб Манилы — океанический жёлоб в Южно-Китайском море к западу от Филиппин. Он достигает глубины 5400 метров, при средней глубине Южно-Китайского моря в 1500 метров. Жёлоб создан субдукцией, где континентальная плита субдуцирует под Филиппинский Мобильный Пояс. Жёлоб Манилы связан с частыми землетрясениями и движениями плит, которые ответственны за дужный вулканизм на западной стороне Филиппин и Лусона, включая такие вулканы как Пинатубо.
Зондская плита — часть азиатской континентальной плиты, субдуцирующая под Лусонскую вулканическую дугу, создавая тянущийся с севера на юг жёлоб, заканчивающийся на севере коллизионной зоной острова Тайвань, а на юге — террейнами Миндоро (блок Сулу — Палаван столкнулся с северо-западным Лусоном). Эта область пронизана отрицательными магнитными аномалиями. Конвергенция между Филиппинским Мобильным Поясом и жёлобом Манилы была оценена с помощью Глобальной Позиционной Системы GPS, величина этих значений составляет от 50 мм/год на Тайване до 100 мм/год около северного Лусона, и около 50 мм/год около провинции Самбалес и около 20 мм/год около острова Миндоро.

## Последствия
В результате землетрясения сообщений о жертвах и разрушениях не поступало.